# Orlando Grootfaam
Orlando Grootfaam (20 de octubre de 1974-7 de agosto de 2019) fue un exfutbolista surinamés que jugó en la posición de mediocampista. Su último equipo fue el SV Robinhood, de la Primera división de Surinam.

## Clubes
| Club                    | País    | Año       |
| ----------------------- | ------- | --------- |
| SV Robinhood            | Surinam | 2000-2001 |
| Surinaam National Leger | Surinam | 2001-2003 |
| SV Robinhood            | Surinam | 2003-2008 |

## Selección nacional
Grootfaam fue internacional con la selección de Surinam, donde llegó a ser capitán, jugando en 27 ocasiones (5 goles anotados). Participó en dos eliminatorias mundialistas (2002 y 2006) disputando 6 encuentros en total.
 Integró la lista de convocados para disputar la fase final de la Copa del Caribe 2001, jugando los tres encuentros de la primera ronda.

## Palmarés

### Campeonatos nacionales
| N.º | Título                      | Club         | País    | Año/Temporada |
| --- | --------------------------- | ------------ | ------- | ------------- |
| 1   | Copa de Surinam             | SV Robinhood | Surinam | 2001          |
| 2   | Primera división de Surinam | SV Robinhood | Surinam | 2004-05       |
| 3   | Copa de Surinam             | SV Robinhood | Surinam | 2006          |
| 4   | Copa de Surinam             | SV Robinhood | Surinam | 2007          |